# Maltodestrina

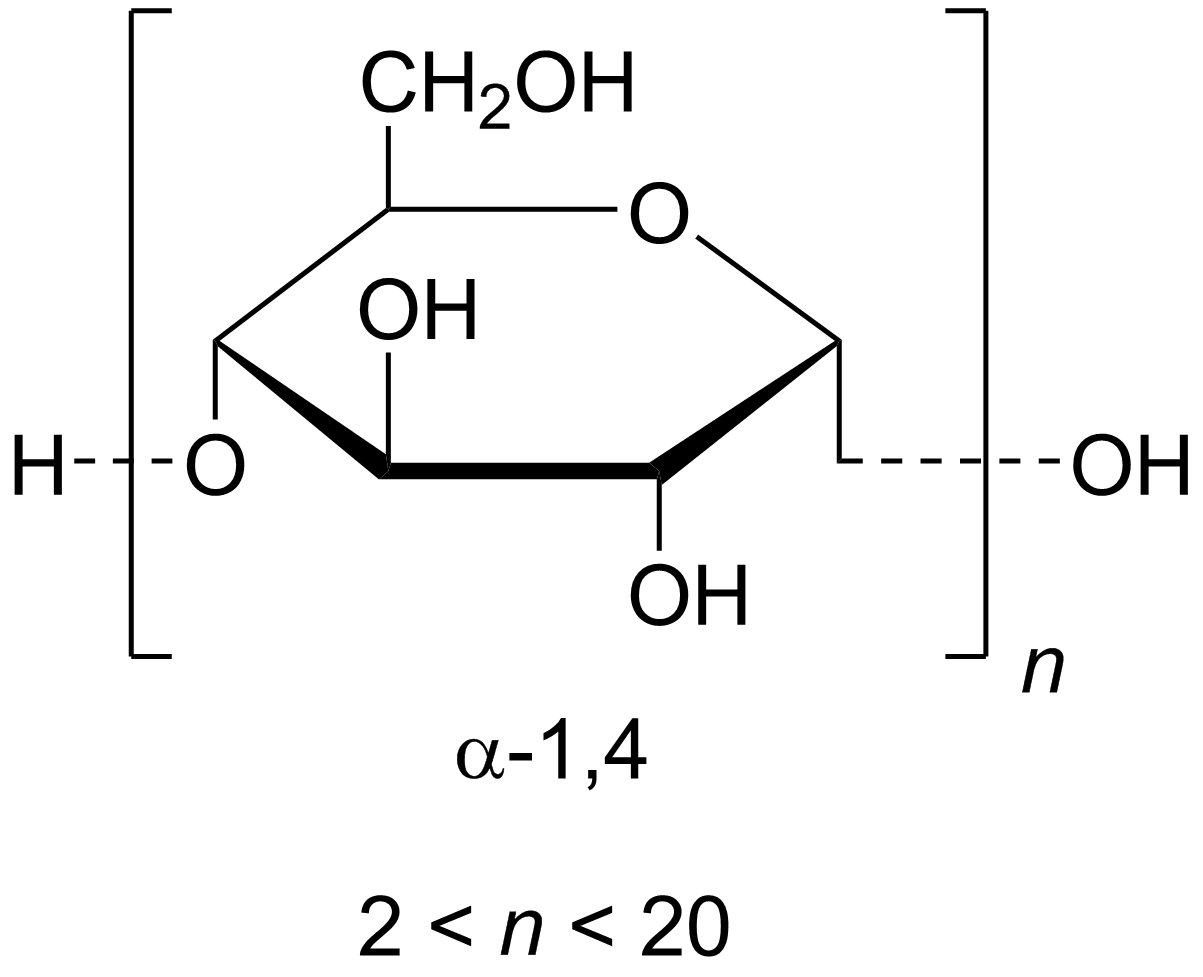
Maltodestrina

La maltodestrina è un carboidrato complesso idrosolubile. Si ottiene tramite processi chimici di idrolisi principalmente dalla scomposizione degli amidi dei cereali (mais, avena, frumento, riso) o dei tuberi (patate, tapioca). 
In base al grado di trasformazione di questi amidi si originano le maltodestrine, costituite da molecole di glucosio ordinate in catene di polimeri più o meno lunghe. La lunghezza di queste ultime fornisce il parametro che permette di identificare e classificare le maltodestrine in base alla loro destrosio equivalenza (DE) partendo da 2-4 fino a 19. Più alta è la DE e più corta sarà la catena di polisaccaridi, quindi la maltodestrina avrà un comportamento ai fini digestivi più simile a quello del glucosio. La maltodestrina, nonostante sia composta da polimeri del glucosio, ha un indice glicemico analogo al glucosio, ovvero 100 in relazione al glucosio, e 137 in relazione al pane bianco.
È un ottimo sostituto del destrosio e proprio per questo motivo alla fine degli anni ottanta tutta l'industria legata al culturismo la impiegò in modo massiccio per aumentare l'apporto di carboidrati nella dieta senza ricorrere allo zucchero.
Le ultime scoperte scientifiche hanno messo in risalto alcune proprietà interessanti della maltodestrina ricavata dalla lavorazione dell'amido di avena e riso.
Carboidrati complessi del riso:
- rallentamento della motilità
- aumento della tolleranza dell'apparato gastrointestinale

Queste caratteristiche rendono la maltodestrina molto usata in ambito sportivo.

## Struttura
La maltodestrina consiste in unità di D-glucosio (destrosio) legate in catene di variabile lunghezza. Le unità di glucosio sono principalmente legate con legami 1-4 α glicosidici. La maltodestrina è tipicamente composta da una varietà di catene che possono variare da 3 a 17 unità di glucosio.
Le maltodestrine sono classificate con la destrosio equivalenza (DE) e il loro valore può andare da 2 a 20. Maggiore è la DE, più corte sono le catene di glucosio, maggiore è la dolcezza, maggiore è la solubilità, e minore è la resistenza al calore. Secondo la nomenclatura stabilita dall'Unione Europea , una DE attorno a 20 rende il prodotto dell'idrolisi dell'amido sciroppo di glucosio, mentre una DE attorno a 10 o più bassa classifica le maltodestrine come destrine.

## Maltodestrina e celiachia
La maltodestrina può derivare da qualsiasi tipo di amido. Negli Stati Uniti, questo amido è solitamente derivato dal mais; in Europa è più comunemente derivato dal grano. In realtà, anche se la maltodestrina derivata dal grano potrebbe allarmare i soggetti che soffrono di intolleranza al glutine, tali timori sono infondati. Infatti, la produzione di maltodestrina comporta dei trattamenti durante i quali la maggior parte delle proteine sono rimosse, rendendola effettivamente una sostanza priva di glutine. Se la maltodestrina deriva dalla lavorazione dell'amido di grano, comunque è riportato sulla confezione.

## Maltodestrine e sport
La maltodestrina viene impiegata in una vasta gamma di sport per contribuire a soddisfare le energie richieste dall'esercizio fisico intenso. Sebbene strutturalmente risulti come un carboidrato "complesso" (polisaccaride) a causa del numero di molecole di destrosio da cui è composta, la struttura chimica è tale da renderla in grado di essere scomposta, quindi digerita, e assorbita molto rapidamente. Questo perché i legami di idrogeno che legano le molecole di destrosio all'interno della maltodestrina sono molto deboli, e permettono agli enzimi di scinderle facilmente e molto rapidamente durante il processo digestivo. È infatti digerita più velocemente dello zucchero (saccarosio), e alcuni le attribuiscono un indice glicemico di 105, cioè superiore a quello del glucosio, probabilmente per i tempi di svuotamento gastrico e assimilazione leggermente più rapidi. Effettivamente la risposta insulinica tra glucosio e maltodestrina è simile. 
I suoi impieghi principali sono legati al supplemento energetico, da parte di atleti di endurance (ciclisti, corridori) o di potenza (bodybuilder), col fine di fornire un supporto energetico durante l'attività, ottimizzare il recupero del glicogeno, e facilitare il recupero dopo l'esercizio. Infatti proprio per la struttura complessa, la bassa destrosio equivalenza (DE) e il maggiore peso molecolare, l'osmolarità di una bevanda a base di maltodestrina risulta inferiore a quella di una quantità isocalorica di destrosio all'interno di una stessa dose di liquido. L'inferiore osmolarità si traduce in tempi di transito ridotti, e riesce quindi a favorire un più rapido recupero. Spesso la maltodestrina figura come ingrediente principale negli integratori con formule per aumentare il peso corporeo in quanto risulta un modo economico e conveniente per apportare carboidrati (i principali elementi che favoriscono l'aumento di peso). Viene anche utilizzato come integratore in ambito clinico per i pazienti che accusano un forte appetito o un elevato consumo energetico.
Ci sono prove considerevoli che indicano i benefici per il rifornimento energetico in modo più efficiente attraverso il consumo di carboidrati ad alto indice glicemico nel periodo post allenamento, e alcuni testi raccomandano una miscela di maltodestrine e destrosio (glucosio) o fruttosio in questa fase. Le maltodestrine e il destrosio hanno ciascuno una diversa osmolarità, un diverso tempo di svuotamento gastrico, così come un diverso tempo di assorbimento a livello intestinale nel sangue. Inoltre ci sono due meccanismi separati per l'assorbimento dei carboidrati a livello intestinale, uno che assorbe i carboidrati come monosaccaridi, e uno che li assorbe come disaccaridi e oligosaccaridi. Quindi, utilizzando sia maltodestrine che destrosio o fruttosio nel post allenamento, si è in grado di massimizzare l'assorbimento utilizzando entrambi i meccanismi in modo indipendente. Alcuni studi hanno dimostrato che una soluzione contenente questi diversi substrati favorisce un maggiore assorbimento di carboidrati e una migliore idratazione a seguito dell'esercizio.

## Effetti sulla salute
Uno studio del 2015 ha scoperto che le persone che consumavano maltodestrina avevano un numero ridotto di batteri buoni nell'intestino e un numero aumentato di batteri cattivi, fatto che potrebbe danneggiare l'intestino e aumentare il rischio di malattie infiammatorie intestinali.
Un altro studio ha collegato la maltodestrina a condizioni infiammatorie croniche, nonché a infezioni e infiammazioni dell'apparato digerente.